# مارغريت جونسون (منافسة ألعاب القوى)
مارغريت جونسون (بالإنجليزية: Margaret Johnson)‏ هي منافسة ألعاب القوى أسترالية، ولدت في 1937، وتوفيت في 2015.

## وصلات خارجية
- مارغريت جونسون على موقع أوليمبيديا (الإنجليزية)
- مارغريت جونسون على موقع اللجنة الأولمبية الأسترالية (الإنجليزية)